# Vesela jesen 1971
V. Vesela jesen je potekala 25. septembra 1971 v dvorani B mariborskega sejmišča v organizaciji Zavoda Stadion. Prireditev sta vodila Nataša Dolenc in Saša Veronik. Orkestru sta dirigirala Berti Rodošek in Edvard Holnthaner.

## Tekmovalne skladbe
| #   | Izvajalec                   | Naslov pesmi                | Avtor besedila              | Avtor glasbe          | Avtor aranžmaja   | Nagrade                                         |
| --- | --------------------------- | --------------------------- | --------------------------- | --------------------- | ----------------- | ----------------------------------------------- |
| 1.  | Lado Leskovar               | Še en gvažek                | Marjan Stare                | Milan Križan          | Jože Privšek      | zlati klopotec                                  |
| 2.  | Irena Kohont                | Jesenska elegija            | Jože Kreže                  | Jože Kreže            | Mario Rijavec     |                                                 |
| 3.  | Oto Pestner                 | Ostal sem sam               | Igor Meden                  | Ladislav Gyorek       | Jure Robežnik     |                                                 |
| 4.  | Fani Brečko                 | Gospod Tomaž                | Milan Cilenšek              | Milan Cilenšek        | Jože Privšek      |                                                 |
| 5.  | Jože Kobler                 | Dan, ki ga zamenjala je noč | Štefica Rodošek             | Berti Rodošek         | Jože Privšek      | 1. nagrada občinstva, 1. nagrada žirije         |
| 6.  | Andrej Grabar               | Grič sreče                  | Miroslav Slana              | Boris Rošker          | Andrej Grabar     |                                                 |
| 7.  | Marjetka Falk & Bor Gostiša | Mi smo mi                   | Jože Kreže                  | Jože Kreže            | Jože Privšek      | zlati klopotec, 3. nagrada občinstva            |
| 8.  | Karli Arhar                 | Spomin                      | Mirjam Tozon                | Miran Antauner        | Mario Rijavec     |                                                 |
| 9.  | Ervina Štelcl               | Grem za vetrom              | Branko Šömen                | Branko Weissbacher    | Stipica Kalogjera |                                                 |
| 10. | Slavija 5                   | Potepuh                     | Jože Miljutin Turnšek       | Jože Miljutin Turnšek | Jure Robežnik     |                                                 |
| 11. | Vlado Bezjak                | Imel sem jo rad             | Branko Šömen                | Branko Weissbacher    | Mojmir Sepe       |                                                 |
| 12. | Doca Marolt                 | Naš papagaj                 | Olga Zorko                  | Olga Zorko            | Dečo Žgur         | 1. nagrada za besedilo                          |
| 13. | Ditka Haberl                | Stopi v korak z menoj       | Andrej Grabar               | Revinšek              | Janez Gregorc     | nagrada za aranžma                              |
| 14. | Bor Gostiša                 | Srečanje                    | Slavko Kovačič              | Slavko Kovačič        | Dečo Žgur         |                                                 |
| 15. | Edvin Fliser                | Stari zvonik                | Jože Miljutin Turnšek       | Jože Miljutin Turnšek | Jože Privšek      | 2. nagrada občinstva                            |
| 16. | Alfi Nipič                  | Prlek                       | Edvard Sitar, Berti Rodošek | Berti Rodošek         | Berti Rodošek     | najboljša narečna popevka, 2. nagrada občinstva |